# Bergelmir
Bergelmir (dosł. Ryczący jak niedźwiedź) – w mitologii nordyckiej olbrzym, syn Thrudgelmira, wnuk Ymira. Wraz z żoną jako jedyni ocaleli z potopu krwi Ymira. Płynąc w skrzyni na mąkę dotarli do Jotunheimu. Tam osiedlili się, dając początek nowej linii olbrzymów.